# Reco-reco
Reco-reco – instrument muzyczny z grupy perkusyjnych, tradycyjnie wykonywany z łodygi babmusa lub z drewna, obecnie również z metalu. Powierzchnia korpusu pokryta jest serią żłobionych rowków, które podczas gry pociera się drewnianą lub metalową pałeczką. Instrument wydaje terkoczący dźwięk; ma znaczenie w rytmice.
Wywodzi się z Brazylii, gdzie wykorzystywany był w tańcu ludowym oraz podczas karnawału. Do muzyki jazzowej wprowadzony został przez Airto Moreire.